# Amara scitula
Amara scitula är en skalbaggsart som beskrevs av Zimmermann. Amara scitula ingår i släktet Amara och familjen jordlöpare. Inga underarter finns listade i Catalogue of Life.